# Colasposoma austerum
Colasposoma austerum é uma espécie de escaravelho de folha endémico de Socotorá.  Foi descrito por Stefano Zoia em 2012. O nome de espécie, de austerum, refere-se à coloração escura do dorso.